# Eigil Thune Jacobsen
Eigil Thune Jacobsen (født 1. oktober 1880 i København, død 25. maj 1949 i Hellerup) var en dansk rigspolitichef fra 1938 og minister i samlingsregeringerne 1940-1945.
Thune Jacobsen blev i 1905 cand.jur. og begyndte derpå en karriere i politiet, hvor han fra 1938 var rigspolitichef. Han var justitsminister i samlingsregeringerne ministeriet Thorvald Stauning III fra 8. juli 1940 til 4. maj 1942, regeringen Vilhelm Buhl I fra 4. maj 1942 til 9. november 1942 og regeringen Scavenius fra 9. november 1942 til 5. maj 1945.
Thune Jacobsen var den ansvarlige minister for fremsættelsen af Kommunistloven i 1941, der bemyndigede internering og deportation af de danske kommunister, herunder medlemmer af Rigsdagen. Kommunistloven er derfor blevet anset som grundlovsstridig, mens andre har hævdet, at der forelå en slags nødretssituation, hvor grundloven var sat ud af kraft.
Efter den 29. august 1943 leverede Thune Jacobsen efterretninger til såvel modstandsbevægelsen som de allierede, og måtte pga. dette arbejde i 1944 flygte til Sverige. Offentlighedens dom over ham var særdeles hård efter befrielsen. Han krævede selv en rigsretssag for at kunne forsvare sig, men fik den ikke og måtte træde tilbage fra det offentlige liv i unåde. Han blev bl.a. suspenderet som rigspolitichef.
Han udgav i 1946 et forsvar for sine dispositioner, bogen Paa en Uriaspost.